# Palazzo Pignatari
Il palazzo Pignatari è un edificio storico di Potenza, situato nell'omonimo largo nel centro storico della città.

## Storia
L'edificio storico risale probabilmente al XVI secolo. Il palazzo nasce come ricovero delle cavalcature per i conti di Potenza, i Guevara, famiglia di condottieri spagnoli; per questo motivo nei documenti del tempo era menzionato con il nome di "cavallerizza".
Nel 1604 il palazzo passò ai conti Loffredo, nuovi signori della città. In seguito l'edificio venne venduto ad altre famiglie illustri del luogo, nello specifico prima agli Addone e, successivamente, tramite ulteriore vendita, alla famiglia Ciccotti. Fu soltanto negli ultimi anni dell'Ottocento che il matrimonio tra Emilia Ciccotti e Pasquale Pignatari, ingegnere cilentano, giunto a Potenza per lavoro e diseredato dalla sua ricca famiglia d'origine, segnò l'unione tra queste due casate ed il passaggio della proprietà di buona parte dell'edificio alla famiglia Pignatari, da cui prese il nome sia il palazzo che il largo su cui si affaccia.

## Architettura

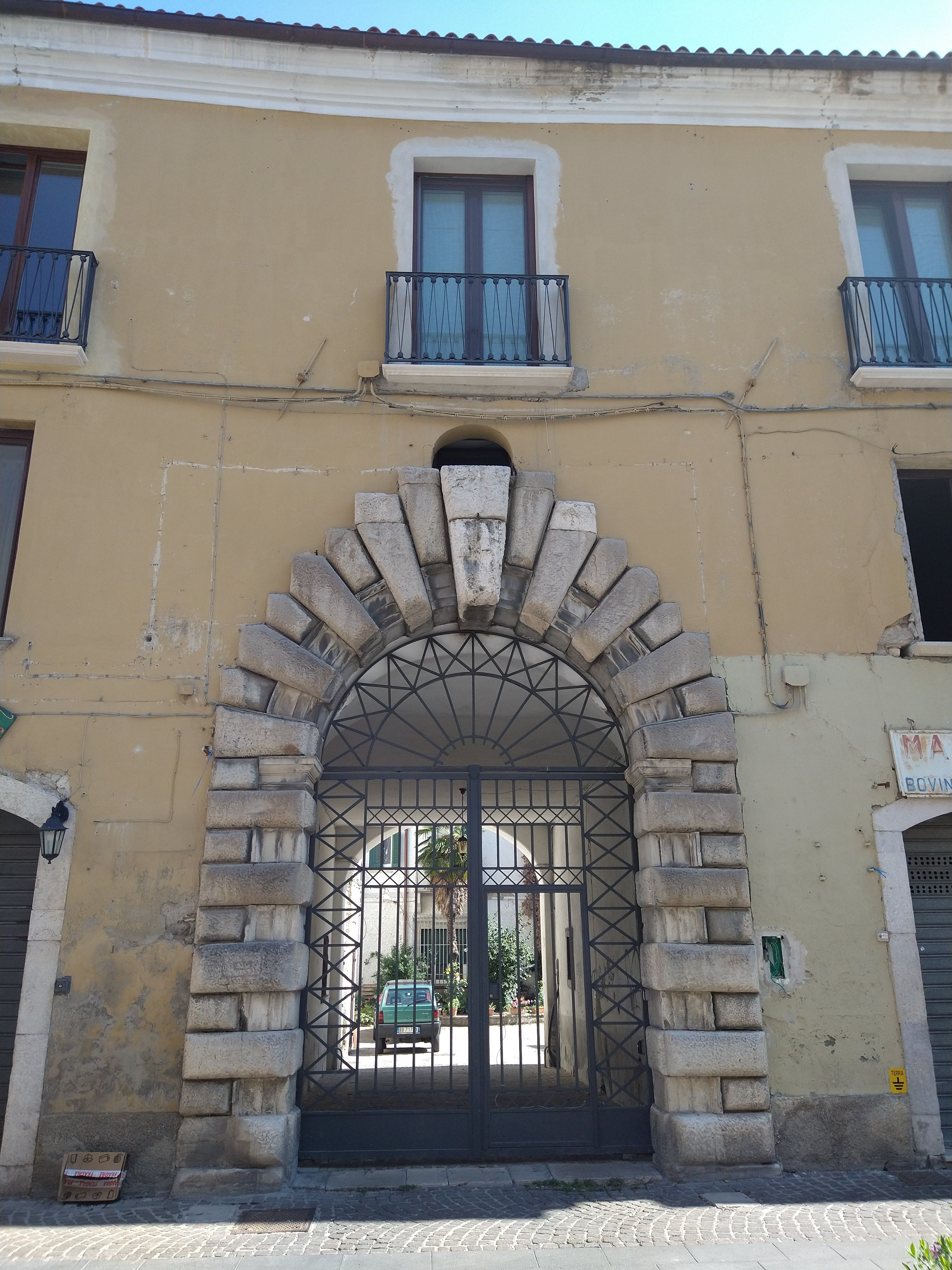
Portale del palazzo

La costruzione si sviluppa intorno ad una corte interna su cui si affacciano gli ambienti residenziali; del complesso originale si conserva solo l'antico portale d'ingresso ad arco costituito da grandi bugne di pietra.
Il palazzo fa parte dei beni architettonici tutelati dalla Soprintendenza Archeologia Belle Arti e Paesaggio della Basilicata.